# Holcocephala matteii
Holcocephala matteii là một loài ruồi trong họ Asilidae. Holcocephala matteii được Ayala miêu tả năm 1982. Loài này phân bố ở vùng Tân nhiệt đới.